# 세계 양궁 아시아 연맹
세계 양궁 아시아 연맹(영어: World Archery Asia 월드 아처리 아시아[*], WAA)은 아시아의 양궁 종목을 총괄하는 국제 스포츠 행정 기구이다.

## 회원국
| 국가                   | 협회                             | 코드 | 설립   | 가맹   | 비고        |
| ---------------------- | -------------------------------- | ---- | ------ | ------ | ----------- |
| 네팔                   | 네팔 양궁 협회                   | NEP  | 1984년 |        |             |
| 대한민국               | 대한양궁협회                     | KOR  | 1922년 | 1978년 |             |
| 동티모르               | 동티모르 양궁 연맹               | TLS  |        |        | 임시 회원국 |
| 라오스                 | 라오 양궁 연맹                   | LAO  | 1999년 |        |             |
| 레바논                 | 레바논 양궁 연맹                 | LBN  |        |        |             |
| 마카오                 | 마카오 양궁 협회                 | MAC  | 1991년 |        |             |
| 말레이시아             | 말레이시아 국가 양궁 협회        | MAS  | 1974년 |        |             |
| 몽골                   | 몽골 양궁 협회                   | MGL  | 1961년 |        |             |
| 미얀마                 | 미얀마 양궁 연맹                 | MYA  | 1995년 |        |             |
| 바레인                 | 바레인 사격 협회                 | BRN  | 2014년 |        |             |
| 방글라데시             | 방글라데시 양궁 연맹             | BAN  | 2001년 |        |             |
| 베트남                 | 베트남 양궁 연맹                 | VIE  | 1999년 |        |             |
| 부탄                   | 부탄 양궁 연맹                   | BHU  | 1980년 |        |             |
| 사우디아라비아         | 사우디아라비아 양궁 연맹         | KSA  | 1983년 |        |             |
| 스리랑카               | 스리랑카 양궁 협회               | SRI  | 1999년 |        |             |
| 시리아                 | 시리아 아랍 양궁 연맹            | SYR  | 2000년 |        |             |
| 싱가포르               | 싱가포르 양궁 협회               | SGP  | 1967년 |        |             |
| 아랍에미리트           | 아랍에미리트 양궁 연맹           | UAE  | 2014년 |        |             |
| 아프가니스탄           | 아프가니스탄 양궁 연맹           | AFG  | 2017년 |        | 임시 회원국 |
| 예멘                   | 예멘 양궁 협회                   | YEM  | 2013년 |        |             |
| 요르단                 | 요르단 양궁 연맹                 | JOR  | 2019년 |        |             |
| 우즈베키스탄           | 우즈베키스탄 양궁 연맹           | UZB  | 1991년 |        |             |
| 이라크                 | 이라크 양궁 연맹                 | IRQ  | 1986년 |        |             |
| 이란                   | 이란 양궁 연맹                   | IRI  | 1997년 |        |             |
| 인도                   | 인도 양궁 협회                   | IND  | 1973년 |        |             |
| 인도네시아             | 인도네시아 양궁 협회             | INA  | 1953년 |        |             |
| 일본                   | 전일본 양궁 연맹                 | JPN  | 1956년 |        |             |
| 조선민주주의인민공화국 | 조선민주주의인민공화국 양궁 협회 | PRK  | 1953년 |        |             |
| 중화 타이베이          | 중화민국 양궁 협회               | TPE  | 1973년 |        |             |
| 중화인민공화국         | 중국 양궁 협회                   | CHN  | 1964년 |        |             |
| 카자흐스탄             | 카자흐스탄 공화국 국가 양궁 연맹 | KAZ  | 2004년 |        |             |
| 카타르                 | 카타르 사격 양궁 협회            | QAT  | 1998년 |        |             |
| 쿠웨이트               | 쿠웨이트 사격 연맹               | KUW  | 1983년 |        |             |
| 키르기스스탄           | 키르기즈 공화국 양궁 연맹        | KGZ  | 2002년 |        |             |
| 타지키스탄             | 타지키스칸 공화국 양궁 연맹      | TJK  | 1991년 |        |             |
| 태국                   | 태국 국가 양궁 협회              | THA  | 1970년 |        |             |
| 투르크메니스탄         | 투르크메니스탄 국가 양궁 연맹    | TKM  | 2015년 |        |             |
| 파키스탄               | 파키스탄 양궁 연맹               | PAK  | 1996년 |        |             |
| 팔레스타인             | 팔레스타인 양궁 연맹             | PLE  |        |        |             |
| 필리핀                 | 세계 양궁 필리핀 연맹            | PHI  | 1961년 |        |             |
| 홍콩                   | 중국 홍콩 양궁 총회              | HKG  | 1972년 |        |             |

## 참고 문헌
- “Member Associations” (영어). 세계 양궁 아시아 연맹.

## 같이 보기
- 세계 양궁 연맹